# Agoncillo (La Rioja)
Agoncillo is een gemeente in de Spaanse provincie en regio La Rioja met een oppervlakte van 34,73 km². Agoncillo telt 1.103 inwoners (1 januari 2016). Volgens de Spaanse Wikipedia was het inwonertal begin 2020 gedaald tot 1.096.
Het stadje ligt direct ten oosten van de grotere stad Logroño. Het vliegveld van die stad is bij Agoncillo gesitueerd.

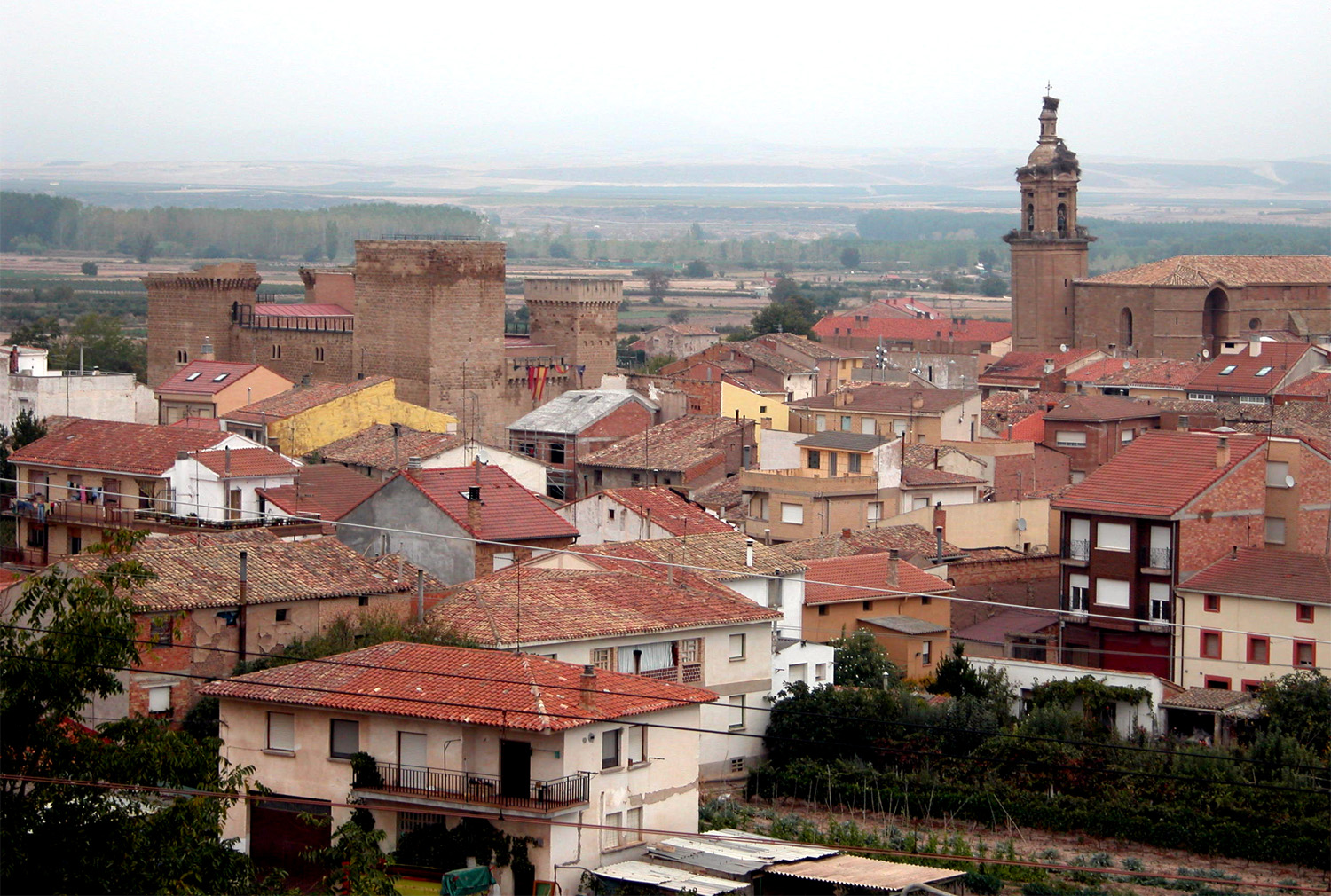
Gezicht op Agoncillo (2005)
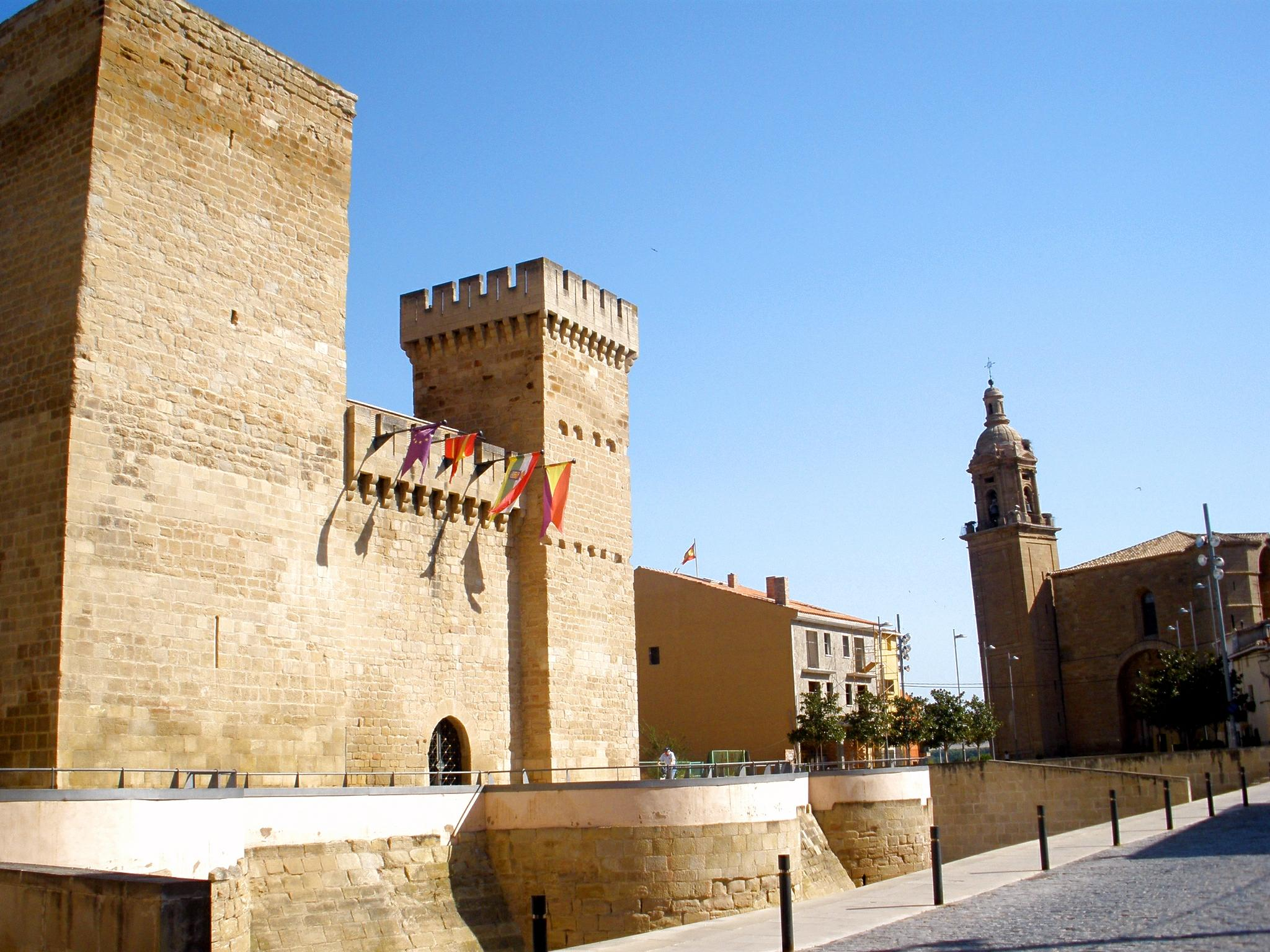
Het kasteel (Castillo de Aguas Mansas)
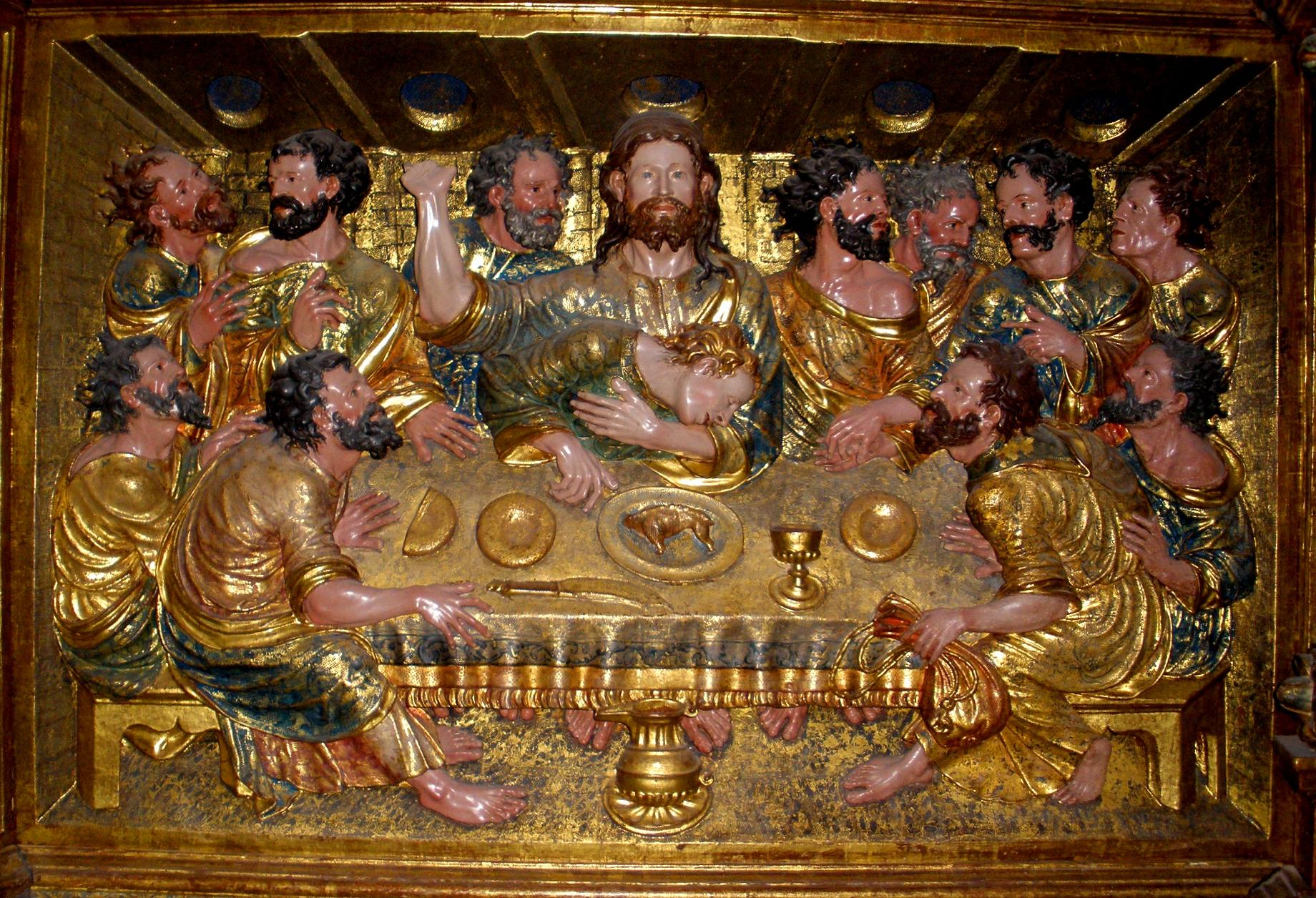
Altaarstuk in de kerk N.S. la Blanca

Agoncillo ligt aan de Ebro en dicht bij de autosnelweg A-12.
Het gemeentebestuur zetelt in het uit de 13e en 14e eeuw daterende kasteel Castillo de Aguas Mansas. De kerk Nuestra Señora la Blanca bezit een fraai altaarstuk, voorstellende het Laatste Avondmaal.
Een andere  belangrijke bezienswaardigheid is het in 2007 geopende  Museo Würth, een door het Duitse concern van die naam gesponsord museum voor moderne kunst. Onder andere beeldhouwwerk van Miquel Navarro is er te zien.

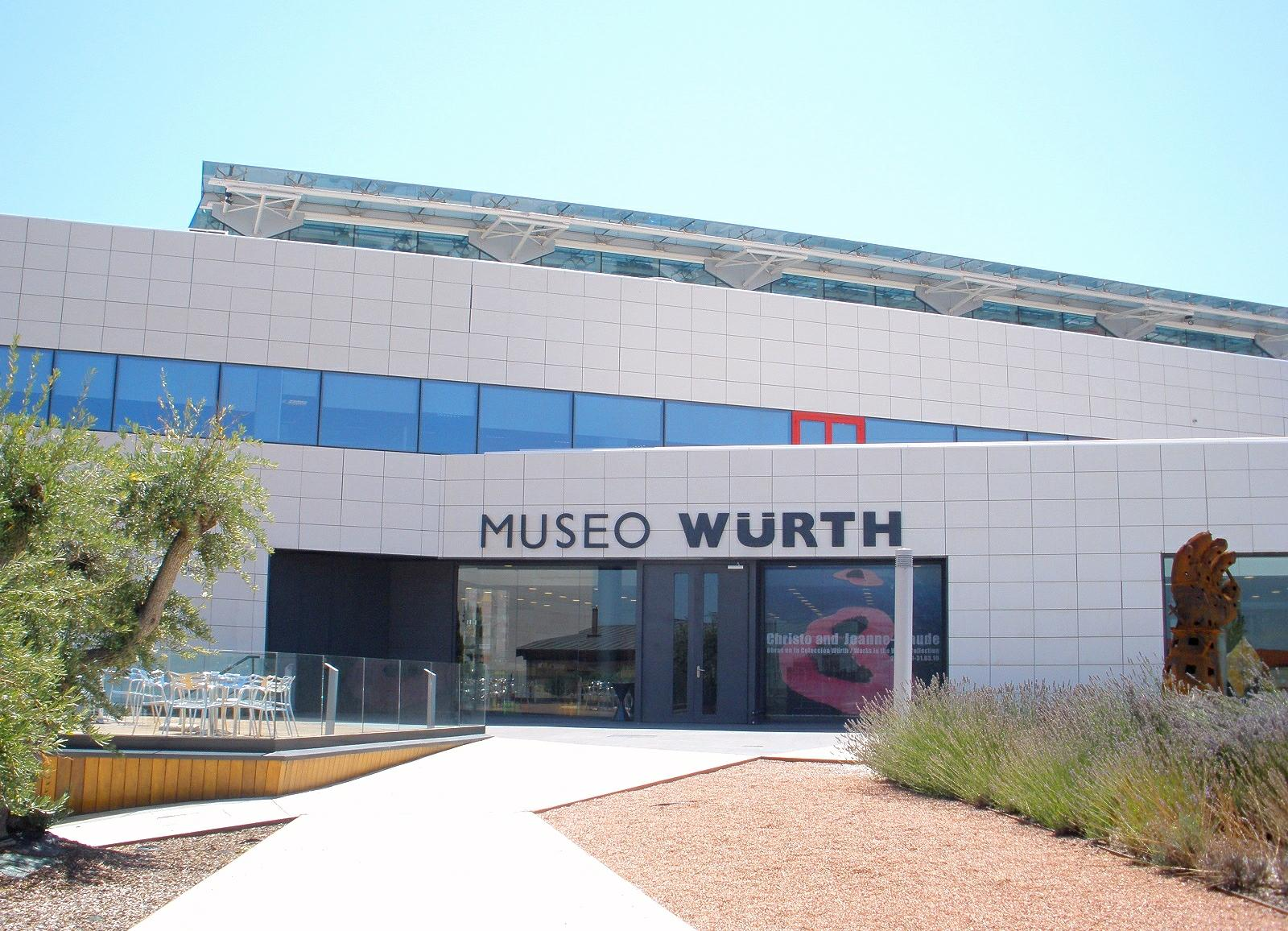
Museo Würth
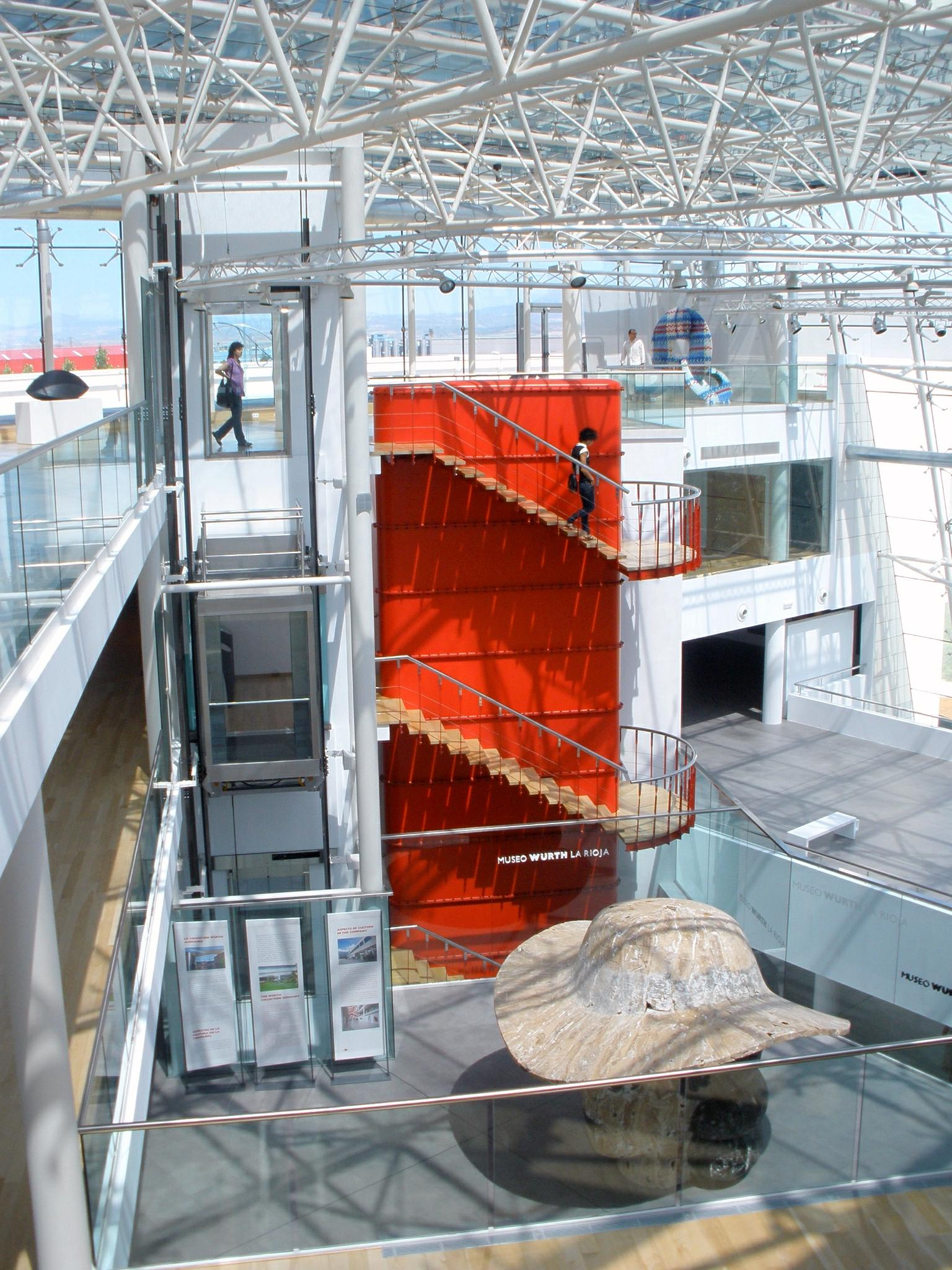
Interieur van dit museum
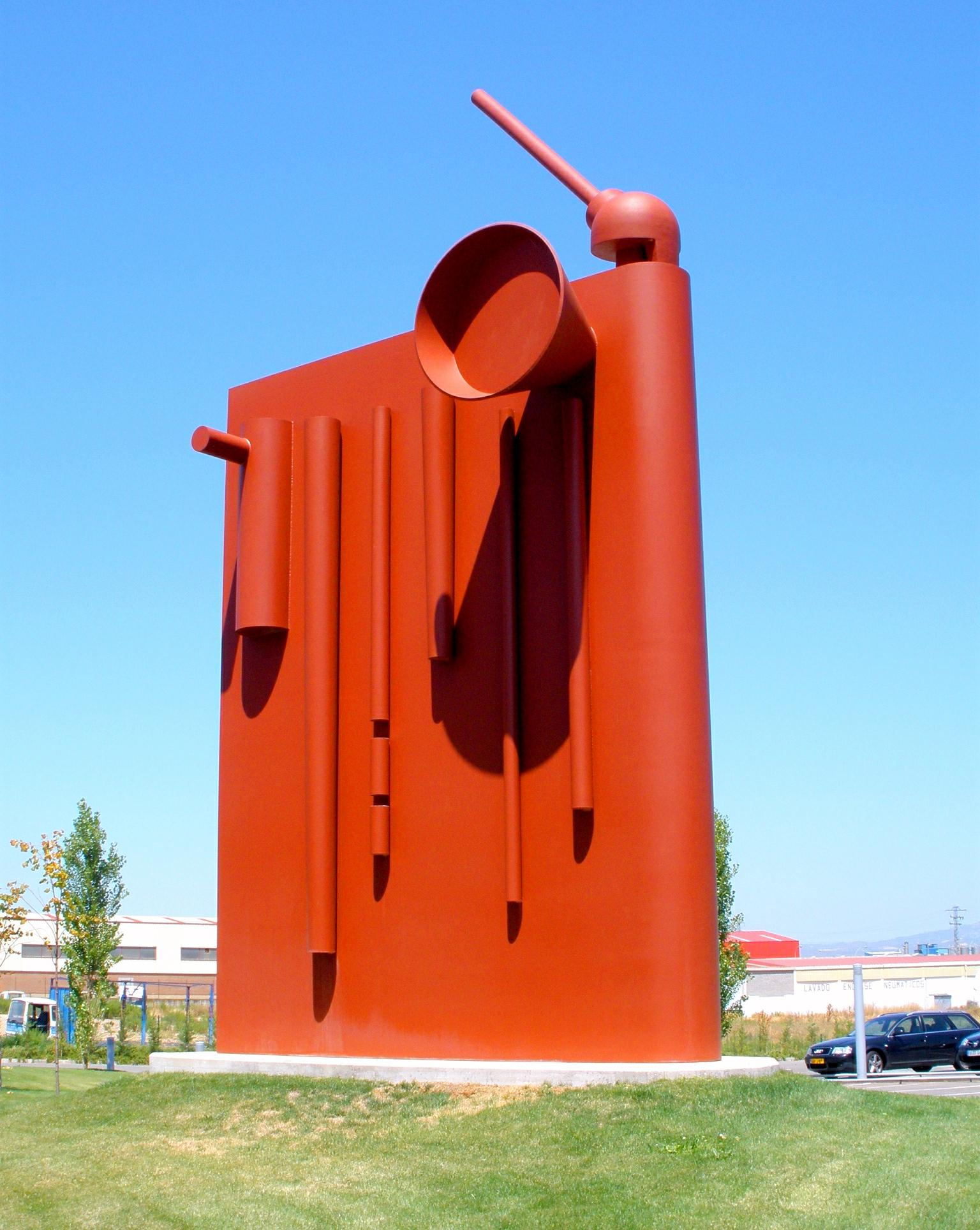
Calibres, Book of Tools (2006) door Miquel Navarro, naast het museum